# Александр (князь липовичский)
Александр (ум. после 1285) — князь липовичский с 1285 года, потомок черниговского князя Святослава Ольговича.
В 1283/1289 году липовичский князь Святослав вместе с Олегом, князем рыльским и воргольским, начал войну против Ахмата, курского баскака. В 1284 году (или позже) темник Ногай послал армию, разорившую княжество.
В следующем году Святослав убил посла Ахмата, после чего недовольный этим Олег вступил в союз с татарами и начал войну против бывшего союзника. В результате Святослав погиб, а князем стал его брат Александр. В отмщение за смерть брата, Александр убил Олега вместе с двумя его сыновьями.